# پونتوس (اسطوره)
پونتوس (به یونانی: Πόντος Pontos) یکی از ایزدان نخستین در اساطیر یونانی است، نام او به معنی دریاست. او پسر گایا، مادر زمین است. هزیود شاعر یونانی نوشته‌است که مادر پونتوس بدون جفت‌گیری او را آبستن شد. او و گایا صاحب باستانی‌ترین ایزدان دریا از جمله نرئوس، فورسیس، تاماس، اروبیا و ستو شدند.